# Robert F. Marx
Robert F. „Bob“ Marx (* 8. Dezember 1936 in Pittsburgh, Pennsylvania; † 4. Juli 2019 in Florida) war einer der Pioniere der „American Scuba divers“ und bekannt für seine Arbeit und seine Veröffentlichungen zu den Themen Schiffwracks und Versunkene Schätze.
Sein Schatzjagd- und Unterwasserarchäologen-Kollege Edward Lee Spence hat Marx als den wahren Vater der Unterwasserarchäologie beschrieben. Marx hat mehr als 5000 Tauchgänge absolviert und über 800 wissenschaftliche Artikel und 59 Bücher über Geschichte, Archäologie, Schiffswracks und Entdeckungen geschrieben. Marx war mit Jennifer Marx verheiratet und lebte in Indiatlantic. Sie war Mitautorin vieler seiner Bücher. Marx war Gründungsmitglied des Council on Underwater Archaeology und der Sea Research Society, diente dem Society’s Board of Advisors und nahm 1972 an der Schaffung des „Research/professional degree“ zum Doktor der Seegeschichte (Doctor of Marine Histories) teil. Die Entdeckung der Nuestra Señora de las Maravillas (Schiff) war eine bekannte Leistung seiner Karriere als Schatzsucher.

## Schriften
- They Found Treasure: [interviews] by Robert Forrest Burgess (New York : Dodd, Mead, ©1977), ISBN 0-396-07450-2.
- mit Jenifer Marx Crown: In Quest of the Great White Gods: contact between the Old and New World from the dawn of history. New York 1992, ISBN 0-517-58270-8, ISBN 978-0-517-58270-1.
- Readings in Physical Anthropology and Archaeology by David E Hunter and Phillip Whitten, Harper & Row, New York 1978, ISBN 0-06-043023-0, ISBN 978-0-06-043023-8.
- Spence’s Guide to South Carolina: diving, 639 shipwrecks (1520–1813), saltwater sport fishing, recreational shrimping, crabbing, oystering, clamming, saltwater aquarium, 136 campgrounds, 281 boat landings by E. Lee Spence, Nelson Southern Printing,  Spence, Sullivan’s Island, S.C. 1976.
- Always Another Adventure. World Pub. Co., Cleveland 1967.
- mit Edward L Towle und Caribbean Research Institute: Shipwrecks of the Virgin Islands, 1523-1825. Caribbean Research Institute, St. Thomas, V.I. 1969.
- mit Jenifer Marx: The Search for Sunken Treasure: Exploring the world’s great shipwrecks. Key-Porter Books, Toronto 1993, ISBN 1-55013-418-3, ISBN 978-1-55013-418-6, ISBN 1-55013-497-3, ISBN 978-1-55013-497-1.
- mit Jenifer Marx: Treasure Lost at Sea: Diving to the world’s great shipwrecks. Firefly Books, Buffalo, N.Y. 2003, ISBN 1-55297-872-9, ISBN 978-1-55297-872-6.
- The Battle of the Spanish Armada 1588. World Pub. Co., Cleveland 1965.
- Still More Adventures. Mason/Charter, 1976, ISBN 0-88405-359-8.
- Sea Fever. Doubleday, Garden City N.Y., 1972.
- Port Royal Rediscovered. Doubleday, Garden City N.Y. 1973, ISBN 0-385-08296-7, ISBN 978-0-385-08296-9.
- The Underwater Dig: an introduction to marine archaeology. H.Z. Walck, New York 1975, ISBN 0-8098-3536-3.
- Shipwrecks of the Western Hemisphere, 1492-1825. World Pub. Co., New York 1971.
- The Lure of Sunken Treasure: under the sea with marine archaeologists and treasure hunters. McKay, New York 1973.
- Into the Deep : the history of man’s underwater exploration. Van Nostrand Reinhold, ©1978, ISBN 0-442-80386-9, ISBN 978-0-442-80386-5.
- mit Victoria Sandz: Encyclopedia of Western Atlantic Shipwrecks and Sunken Treasure. McFarland, Jefferson, N.C. 2001, ISBN 0-7864-1018-3.
- mit Jenifer Marx: The World’s Richest Shipwrecks. Key Porter Books, Toronto 2005, ISBN 1-55263-656-9.
- mit Jenifer Marx: Treasures from the Sea: Exploring the world’s great shipwrecks. Key Porter Books, 2003, ISBN 1-55263-207-5, [ OCLC 52039638].
- The treasure fleets of the Spanish Main. World Pub. Co., Cleveland 1968.
- The Battle of Lepanto, 1571. World Pub. Co., Cleveland 1966.
- They Dared the Deep; a history of diving. World Pub. Co., Cleveland 1967.
- Following Columbus; the voyage of the Nina II. World Pub. Co., Cleveland 1964.
- Buried Treasure of the United States: how and where to locate hidden wealth. McKay, New York 1978, ISBN 0-679-50795-7, ISBN 978-0-679-50795-6, [ OCLC: 3203427].
- Buried treasures you can find: over 7500 locations in all 50 states. Ram Books, Dallas TX 1993, ISBN 0-915920-82-4, ISBN 978-0-915920-82-2.
- Shipwrecks in Florida Waters: a billion dollar graveyard. Mickler House, Chuluota, Fla. 1985, 1979, ISBN 0-913122-51-3.
- The History of Underwater Exploration. Dover Publications, New York 1990, ISBN 0-486-26487-4.
- In the Wake of Galleons. Best Pub. Co., Flagstaff AZ 2001, ISBN 0-941332-95-0.
- Clay smoking pipes recovered from the sunken city of Port Royal October 1, 1967-March 31, 1968. Jamaica National Trust Commission, Kingston 1968.